# 2009年H1N1流感大流行台灣情況
2009年H1N1流感大流行自2009年4月21日於美國加州發現以來，在短短6週內即造成全球大流行。台灣於2009年5月20日發現首例境外移入個案，在12月底已造成數十萬人感染，844人因染新型流感而併發重症住院，其中35人死亡。

## 關鍵疫情
| 5/2      | 針對香港5月1日出現首例H1N1新流感確定病例，台灣追蹤搭同班機MU505的27名旅客，經檢驗陰性排除，階段性警報解除。 |
| 5/17     | 日本關西地區高中學校陸續傳出H1N1新流感本土病例疫情，發布赴日本旅遊警訊。 |
| 5/20     | 台灣首例境外移入H1N1新型流感病例。一名52歲外籍人士，於2月20日至5月17日前往美國。5月17日自美國搭機，18日抵達香港後轉機入境台灣，於桃園國際機場發燒篩檢站成功攔截，當時體溫為38.3℃，經檢疫醫師問診後送醫診療，並投予克流感治療。                                                              |
| 5/24     | 首例因境外移入病例傳染其密切接觸者之個案。個案是一名40歲台灣女性，5月20日與第四例及第六例境外移入病例聚會，5月22日出現喉嚨痛等類流感症狀，經檢驗確認。繼首例境外移入病例後，截至今日止共計有9例確定病例。                                                                                   |
| 6/7-6/11 | 首宗台灣旅行團境外移入H1N1群聚事件。案由是台灣學生於6月1日至7日赴泰國參加畢業旅行，於7日返台時，其中3名學生於發燒篩檢站發現，經檢驗確認為H1N1病例，截至11日止，共計有11名團員確診為H1N1。本事件經過台灣與泰國兩地衛生事件調查班 (FETP, Field Epidemiology Training Program)業共同合作調查。 |
| 7/2      | 首度發現兩個來自社區的檢體驗出H1N1新型流感病毒。 |
| 7/17     | 首例H1N1住院病例。個案是一名34歲男性，7月2日開始出現發燒、咳嗽、喉嚨痛等症狀，7月9日因有呼吸急促等症狀而前往醫院求診，經檢驗確診判定。 |
| 7/25     | 亞洲醫學生會議爆發H1N1流感群聚事件。國內外400多名醫學生於7月25日起齊聚在台北市參加為期8天的會議，7月26日起陸續有學員出現類流感症狀，7月27日經採檢後6名確診為H1N1新型流感。因及時採取適當防護措施，疫情並未有擴大跡象，活動如期繼續進行。                                                    |
| 7/30     | 台灣首例H1N1往生病例。一名39歲的男子，有肝癌、肝硬化與洗腎病史，7月14日發病化，7月30日不治死亡。 |
| 8/15     | 首例孕婦感染H1N1新型流感併發重症病例。個案是一名25歲孕婦，懷孕第24週。8月9日發病，經實驗室確認為H1N1新型流感。 |
| 10/20    | 國內首例對克流感產生抗藥性的H1N1新流感病毒株，台灣為全球第十個發現抗藥性病毒株之國家。 |

## 指揮體系
台灣在世界衛生組織2009年4月28日宣布提升疫情等級至第四級後，中華民國政府於當天立即成立「H1N1新型流感中央流行疫情指揮中心」，並指派時任行政院衛生署署長楊志良擔任指揮官，並通令臺灣各縣市政府於24小時內成立地方流行疫情指揮中心。

## 防治策略
依據「因應流感大流行執行策略計畫」，策略主軸為「四大策略、五道防線」：
- 四大策略：及早偵測、傳染病阻絕手段、流感抗病毒藥劑及流感疫苗。
- 五道防線：境外阻絕、邊境管制、醫療體系保全、社區防疫、個人及家庭防護。

## 防治措施

### 邊境管制
為首要防止疫情進入台灣最重要的防線，2009年4月29日至5月18日起針對重點航班進行登機檢疫。5月19日起改採異常通報登機檢疫。

### 防疫物資儲備
- 抗病毒藥物儲備：自98年8月15日起，經由全民健保體系提供流感抗病毒藥劑；提升抗病毒藥劑儲備量至25%之總人口數。
- 口罩：釋出平面口罩並透過超商及藥房等通路配銷，以紓解民眾恐慌性之需求。另外，釋出口罩予經濟低收入戶及學校等，作為防疫使用。

### 醫療照護體系
- 發布「現階段醫療機構因應H1N1新流感群聚事件作業規範」。
- 整合六區傳染病防治醫療網、緊急醫療網及健保分局之醫療院所，並廣設「流感診所」及「流感特別門診」，以提昇醫療照護量能及可近性。

### 多元化監視系統
4月27日依傳染病防治法第3條，公告H1N1新型流感為第一類法定傳染病。世界衛生組織於6月11日將此次流行定義為「溫和」大流行，中央流行疫情指揮中心亦隨之於6月19日公告將H1N1新型流感自第一類法定傳染病中移除，並規範如有感染H1N1新型流感病毒且併發重症者，依現行第四類法定傳染病流感併發重症相關防治措施規定辦理。為即時掌握疫情流行變化，以制定適當防疫作為，衛生署疾病管制局以住院監測、病毒監測、輕症監測、死亡監測四大主軸進行國內新型流感疫情監測。
- 住院監測以法定傳染病監視系統中流感併發重症為監測重心，並對感染H1N1新型流感重症病患，進行住出院及癒後分析；
- 病毒監測則以病毒性感染症合約實驗室監視系統病毒檢驗分型，監測社區新型流感病毒流行趨勢；
- 輕症監測則分別以急診室為主之即時疫情監測及預警系統(Real-time Outbreak and Disease Surveillance, RODS)[16]及門診健保IC卡資料庫為分析依據，以了解民眾因類流感症狀就醫現況；
- 死亡監測則分析肺炎及流感死亡即時監測系統之四週移動平均死亡數趨勢，以及早得知是否有異常死亡情形發生，

此四大監測系統除每日分析資料外，並製作「流感疫情每日摘要」及「台灣流感速訊」定期對外公布。期能藉此運作方式，密切監控疫情發展，作為防治政策參考依據及進行適當防治作為。

### H1N1疫苗接種計畫
- 採購國光疫苗1000萬劑以及諾華疫苗500萬劑。
- 疫苗如期如質交貨，於2009年11月1日順利開打，採用類似航空器登機作業模式，依序開放各優先族群接種疫苗。截至2009年12月底，台灣已有22%人口施打，校園施打率更高達73%。
- 「1212全民開打日」：疫苗提前交貨，於2009年12月12日開放全民施打，當天總計有56萬人完成接種。
- 疫苗不良事件處理：啟動H1N1新型流感疫苗上市後之安全監測，並成立「疫苗危機事件處理小組」，一旦接獲異常事件通報，將於第一時間邀集專家學者會商，進行判定，以採取適當處置。
- 預防接種受害救濟審議委員會（VICP）：針對申請人所提受害事實提出之救濟申請，審定是否救濟或醫療補助。

### 校園防疫
校園防疫是H1N1新流感防治的重點場域，2009年8月18日起至今維持採取「325停課標準」，即高級中等(含)以下學校、幼稚園、補習班及托育場所，於三天內同一班級有2名以上(含2名)學生，經醫師臨床診斷為感染流感時，建議該班停課5天(含例假日)。
2009年12月，基於校園疫苗接種作業已展開，因而訂定「325停課標準」免用狀況-「814原則」，即學生接種率達八成以上之學校，於達八成當日起14天後，無須再依「325停課標準」採行停課措施。

### 社交活動的防治
為因應在高雄市舉行的2009年世界運動會訂定「2009年高雄世界運動會傳染病監視計畫」及「世運期間H1N1新型流感防治相關配套措施」，並啟動機動防疫隊進駐前進指揮所，加強傳染病監測及疫情防堵。

## 疫苗緩打潮
疑似疫苗接種後產生不良反應的事件頻傳，尤其是「劉小弟案」，該個案中一名七歲男童疑似接種疫苗而死亡，為社會投下一枚震撼彈；部分政治人物及專業人士公開質疑國光疫苗的安全性及政府的處理方式，因此出現一波「緩打潮」，時任衛生署長楊志良亦成為箭靶。
不過後來證實「劉小弟」是因感染人類微小病毒B19生成噬血症候群，導致器官壞死、腦幹出血，與國光疫苗無關。且絕大多數疑似接種疫苗產生不良反應的案都與疫苗無關，而是患者本身得有其他病例。

## 外部連結
- H1N1新型流感專區
- 疾病管制局（页面存档备份，存于）